# Großer Preis von Abu Dhabi 2022
Der Große Preis von Abu Dhabi 2022 (offiziell Formula 1 Etihad Airways Abu Dhabi Grand Prix 2022) fand am 20. November 2022 auf dem Yas Marina Circuit in Abu Dhabi, Vereinigte Arabische Emirate statt und war das 22. und letzte Rennen der Formel-1-Weltmeisterschaft 2022.

## Bericht

### Hintergründe
Seit dem Großen Preis von Japan stand Max Verstappen als Weltmeister fest, nach dem Großen Preis von São Paulo führte dieser in der Fahrerwertung mit 139 Punkten vor Sergio Pérez und Charles Leclerc, welche punktgleich in das letzte Rennen gingen. In der Konstrukteurswertung stand Red Bull Racing seit dem Großen Preis der USA als Weltmeister fest, hier führte das Team nach dem Großen Preis von São Paulo mit 195 Punkten vor Ferrari und mit 214 Punkten vor Mercedes.
Mit Verstappen (einmal), Lewis Hamilton (zweimal) und Sebastian Vettel (dreimal) traten drei ehemalige Sieger an.
Für Vettel, Daniel Ricciardo, Nicholas Latifi und Mick Schumacher war dies bis dato ihr letztes Rennen in der Formel 1. Während Vettel seine aktive Karriere beendete und Schumacher und Latifi keinen Stammplatz fanden, wurde am 23. November 2022 bekannt, dass Ricciardo für 2023 Ersatzfahrer bei seinem früheren Team Red Bull wird. Ricciardo kehrte 2023 bei AlphaTauri allerdings als Stammfahrer zurück.
Als Rennkommissare für dieses Rennwochenende fungierten Garry Connelly (AUS), Felix Holter (DEU), Vitantonio Liuzzi (ITA) und Mohamed Al Hashmi (ARE).

### Training
Im ersten freien Training fuhr Hamilton mit 1:26,633 Minuten die schnellste Zeit. Dahinter waren George Russell und Leclerc.
Im zweiten freien Training fuhr Verstappen 1:25,146 Minuten vor Russell und Leclerc die Bestzeit.
Im dritten freien Training war Pérez mit einer Zeit von 1:24,982 Minuten Schnellster. Dahinter waren Verstappen und Russell. Nach ca. 30 Minuten hatte sich etwas an Pierre Gaslys Rad gelöst, das Training musste unterbrochen werden.

### Qualifying
Das Qualifying bestand aus drei Teilen mit einer Nettolaufzeit von 45 Minuten. Im ersten Qualifying-Segment (Q1) hatten die Fahrer 18 Minuten Zeit, um sich für das Rennen zu qualifizieren. Alle Fahrer, die im ersten Abschnitt eine Zeit erzielten, die maximal 107 Prozent der schnellsten Rundenzeit betrug, qualifizierten sich für den Grand Prix. Die besten 15 Fahrer erreichten den nächsten Teil. Verstappen war Schnellster. Im ersten Qualifying-Segment schieden Kevin Magnussen, Gasly, Valtteri Bottas und die beiden Williams-Piloten aus.
Der zweite Abschnitt (Q2) dauerte 15 Minuten. Die schnellsten zehn Piloten qualifizierten sich für den dritten Teil des Qualifyings. Pérez war Schnellster. Fernando Alonso, Yuki Tsunoda, Schumacher, Lance Stroll und Guanyu Zhou schieden aus.
Der finale Abschnitt (Q3) ging über eine Zeit von zwölf Minuten, in denen die ersten zehn Startpositionen vergeben wurden. Verstappen fuhr mit einer Rundenzeit von 1:23,824 Minuten die Bestzeit vor Pérez. Es folgten die beiden Ferrari von Leclerc und Carlos Sainz jr., anschließend die beiden Mercedes mit Hamilton und Russell, dann Lando Norris, Esteban Ocon, Vettel und Ricciardo.

### Rennen
Riccardo wurde aufgrund einer Kollision mit Magnussen beim Großen Preis von São Paulo um drei Plätze strafversetzt.
Hamilton setzte sich am Start vor Sainz jr. durch und hielt ihn bis in die sechste Kurve hinter sich, als Sainz jr. versuchte, Hamilton innen zu überholen. Hamilton wurde an den Rand der Strecke gedrängt und entschied sich für die Kurve, indem er über den Randstein ging, so dass er seine Position halten konnte und kurzzeitig in der Luft schwebte. In Runde fünf wurde Hamilton angewiesen, Sainz jr. passieren zu lassen, was Hamilton dann auch tat. Nach ein paar weiteren Zweikämpfen der beiden konnte sich Sainz jr. dann allerdings lösen und absetzen.
Hamiltons Teamkollege Russell erhielt eine Zeitstrafe von fünf Sekunden wegen eines „unsafe Release“ bei seinem Boxenstopp, nachdem er Norris zum Bremsen gezwungen hatte, um eine Kollision zu vermeiden. Damit lag Russell nach seinem zweiten Boxenstopp später im Rennen auf dem sechsten Platz. In Runde 27 schied Alonso wegen eines Wasserlecks aus dem Rennen aus. Es war sein fünfter Ausfall aufgrund eines technischen Defekts in dieser Saison und sein sechster insgesamt. In Runde 39 kollidierten Schumacher und Latifi in Kurve 5, als Schumacher versuchte, innen zu überholen, wodurch sich beide drehten und Latifi mit der Leitplanke in Berührung kam. Latifi fuhr weiter, bevor er wegen eines Elektronikproblems aus dem Rennen ausschied, während Schumacher eine Zeitstrafe von fünf Sekunden zugesprochen bekam.
Im Strategiekampf kam es zu einer Spaltung zwischen den meisten Teams. Verstappen, Leclerc, Vettel, Ricciardo, Bottas, Magnussen und Hamilton verfolgten alle eine Ein-Stopp-Strategie, während ihre Teamkollegen eine Zwei-Stopp-Strategie nutzten. Pérez kam am Ende der 33. Runde vom zweiten Platz an die Box und kam als Sechster zurück. Trotz des zusätzlichen Tempos durch frischere Reifen verlor Pérez Zeit hinter überrundeten Autos und während eines Kampfes mit Hamilton, was seine Verfolgung von Leclerc verzögerte. In Runde 55 blieb Hamilton im siebten Gang stecken, weil sein Hydrauliksystem ausfiel. Dies zwang ihn zum Ausfall und beendete Mercedes jede Chance, Ferrari als Zweiter in der Konstrukteurswertung zu überholen. Es bedeutete auch, dass Hamilton zum ersten Mal in seiner 16-jährigen Karriere eine ganze Saison lang keinen Grand-Prix-Sieg verbuchen würde – eine Rekordserie. Der Ausfall von Hamilton bedeutete allerdings auch, dass Vettel auf den zehnten Platz vorrückte und sich somit mit einem Punkt aus der Formel 1 verabschieden konnte.
Verstappen gewann das Rennen vor Leclerc und Pérez, was Leclerc die Vizeweltmeisterschaft sicherte. Die restlichen Punkteränge belegten Sainz jr., Russell, Norris, Ocon, Stroll, Ricciardo und Vettel. Für Ricciardo endete seine vorläufige Formel-1-Karriere in den Punkterängen. Die schnellste Runde gelang Norris, womit er sich einen Extrapunkt sichern konnte.

## Meldeliste
| Team                                  | Nr. | Fahrer            | Chassis                           | Motor                             | Reifen |
| ------------------------------------- | --- | ----------------- | --------------------------------- | --------------------------------- | ------ |
| Oracle Red Bull Racing                | 01  | Max Verstappen    | Red Bull Racing RB18              | Red Bull RBPTH001                 | P      |
| Oracle Red Bull Racing                | 11  | Sergio Pérez      | Red Bull Racing RB18              | Red Bull RBPTH001                 | P      |
| Oracle Red Bull Racing                | 36  | Liam Lawson       | Red Bull Racing RB18              | Red Bull RBPTH001                 | P      |
| Mercedes-AMG Petronas F1 Team         | 63  | George Russell    | Mercedes-AMG F1 W13 E Performance | Mercedes-AMG F1 M13 E Performance | P      |
| Mercedes-AMG Petronas F1 Team         | 44  | Lewis Hamilton    | Mercedes-AMG F1 W13 E Performance | Mercedes-AMG F1 M13 E Performance | P      |
| Scuderia Ferrari                      | 16  | Charles Leclerc   | Ferrari F1-75                     | Ferrari 066/7                     | P      |
| Scuderia Ferrari                      | 55  | Carlos Sainz jr.  | Ferrari F1-75                     | Ferrari 066/7                     | P      |
| Scuderia Ferrari                      | 39  | Robert Schwarzman | Ferrari F1-75                     | Ferrari 066/7                     | P      |
| McLaren F1 Team                       | 03  | Daniel Ricciardo  | McLaren MCL36                     | Mercedes-AMG F1 M13 E Performance | P      |
| McLaren F1 Team                       | 04  | Lando Norris      | McLaren MCL36                     | Mercedes-AMG F1 M13 E Performance | P      |
| McLaren F1 Team                       | 28  | Patricio O’Ward   | McLaren MCL36                     | Mercedes-AMG F1 M13 E Performance | P      |
| BWT Alpine F1 Team                    | 14  | Fernando Alonso   | Alpine A522                       | Renault E-Tech RE22               | P      |
| BWT Alpine F1 Team                    | 31  | Esteban Ocon      | Alpine A522                       | Renault E-Tech RE22               | P      |
| BWT Alpine F1 Team                    | 82  | Jack Doohan       | Alpine A522                       | Renault E-Tech RE22               | P      |
| Scuderia AlphaTauri                   | 10  | Pierre Gasly      | AlphaTauri AT03                   | Red Bull RBPTH001                 | P      |
| Scuderia AlphaTauri                   | 22  | Yuki Tsunoda      | AlphaTauri AT03                   | Red Bull RBPTH001                 | P      |
| Aston Martin Aramco Cognizant F1 Team | 18  | Lance Stroll      | Aston Martin AMR22                | Mercedes-AMG F1 M13 E Performance | P      |
| Aston Martin Aramco Cognizant F1 Team | 05  | Sebastian Vettel  | Aston Martin AMR22                | Mercedes-AMG F1 M13 E Performance | P      |
| Aston Martin Aramco Cognizant F1 Team | 34  | Felipe Drugovich  | Aston Martin AMR22                | Mercedes-AMG F1 M13 E Performance | P      |
| Williams Racing                       | 23  | Alexander Albon   | Williams FW44                     | Mercedes-AMG F1 M13 E Performance | P      |
| Williams Racing                       | 06  | Nicholas Latifi   | Williams FW44                     | Mercedes-AMG F1 M13 E Performance | P      |
| Williams Racing                       | 45  | Logan Sargeant    | Williams FW44                     | Mercedes-AMG F1 M13 E Performance | P      |
| Alfa Romeo F1 Team ORLEN              | 77  | Valtteri Bottas   | Alfa Romeo C42                    | Ferrari 066/7                     | P      |
| Alfa Romeo F1 Team ORLEN              | 24  | Zhou Guanyu       | Alfa Romeo C42                    | Ferrari 066/7                     | P      |
| Alfa Romeo F1 Team ORLEN              | 88  | Robert Kubica     | Alfa Romeo C42                    | Ferrari 066/7                     | P      |
| Haas F1 Team                          | 20  | Kevin Magnussen   | Haas VF-22                        | Ferrari 066/7                     | P      |
| Haas F1 Team                          | 47  | Mick Schumacher   | Haas VF-22                        | Ferrari 066/7                     | P      |
| Haas F1 Team                          | 51  | Pietro Fittipaldi | Haas VF-22                        | Ferrari 066/7                     | P      |

## Klassifikationen

### Qualifying
| Pos.                                                                      | Fahrer           | Konstrukteur                 | Q1       | Q2       | Q3       | Start |
| ------------------------------------------------------------------------- | ---------------- | ---------------------------- | -------- | -------- | -------- | ----- |
| 1                                                                         | Max Verstappen   | Red Bull Racing-RBPT         | 1:24,754 | 1:24,622 | 1:23,824 | 01    |
| 2                                                                         | Sergio Pérez     | Red Bull Racing-RBPT         | 1:24,820 | 1:24,419 | 1:24,052 | 02    |
| 3                                                                         | Charles Leclerc  | Ferrari                      | 1:25,211 | 1:24,517 | 1:24,092 | 03    |
| 4                                                                         | Carlos Sainz Jr. | Ferrari                      | 1:25,090 | 1:24,521 | 1:24,242 | 04    |
| 5                                                                         | Lewis Hamilton   | Mercedes                     | 1:25,594 | 1:24,774 | 1:24,508 | 05    |
| 6                                                                         | George Russell   | Mercedes                     | 1:25,545 | 1:24,940 | 1:24,511 | 06    |
| 7                                                                         | Lando Norris     | McLaren-Mercedes             | 1:25,387 | 1:24,903 | 1:24,769 | 07    |
| 8                                                                         | Esteban Ocon     | Alpine-Renault               | 1:25,735 | 1:25,007 | 1:24,830 | 08    |
| 9                                                                         | Sebastian Vettel | Aston Martin Aramco-Mercedes | 1:25,523 | 1:24,974 | 1:24,961 | 09    |
| 10                                                                        | Daniel Ricciardo | McLaren-Mercedes             | 1:25,766 | 1:25,068 | 1:25,045 | 13    |
| 11                                                                        | Fernando Alonso  | Alpine-Renault               | 1:25,782 | 1:25,096 | –        | 10    |
| 12                                                                        | Yuki Tsunoda     | AlphaTauri-RBPT              | 1:25,630 | 1:25,219 | –        | 11    |
| 13                                                                        | Mick Schumacher  | Haas-Ferrari                 | 1:25,711 | 1:25,225 | –        | 12    |
| 14                                                                        | Lance Stroll     | Aston Martin Aramco-Mercedes | 1:25,741 | 1:25,359 | –        | 14    |
| 15                                                                        | Zhou Guanyu      | Alfa Romeo-Ferrari           | 1:25,594 | 1:25,408 | –        | 15    |
| 16                                                                        | Kevin Magnussen  | Haas-Ferrari                 | 1:25,834 | –        | –        | 16    |
| 17                                                                        | Pierre Gasly     | AlphaTauri-RBPT              | 1:25,859 | –        | –        | 17    |
| 18                                                                        | Valtteri Bottas  | Alfa Romeo-Ferrari           | 1:25,892 | –        | –        | 18    |
| 19                                                                        | Alexander Albon  | Williams-Mercedes            | 1:26,028 | –        | –        | 19    |
| 20                                                                        | Nicholas Latifi  | Williams-Mercedes            | 1:26,054 | –        | –        | 20    |
| 107-Prozent-Zeit: 1:30,687 min (bezogen auf Q1-Bestzeit von 1:24,754 min) |                  |                              |          |          |          |       |

Anmerkungen
1. ↑  Ricciardo erhielt eine Startplatzstrafe, weil er beim Rennen zuvor eine Kollision mit Magnussen verursacht hatte. Er wurde um drei Plätze zurückversetzt.

### Rennen
| Pos. | Fahrer           | Konstrukteur                 | Runden | Stopps | Zeit        | Start | Schnellste Runde |
| ---- | ---------------- | ---------------------------- | ------ | ------ | ----------- | ----- | ---------------- |
| 01   | Max Verstappen   | Red Bull Racing-RBPT         | 58     | 1      | 1:27:45,914 | 01    | 1:29,392 (54.)   |
| 02   | Charles Leclerc  | Ferrari                      | 58     | 1      | + 8,771     | 03    | 1:29,719 (48.)   |
| 03   | Sergio Pérez     | Red Bull Racing-RBPT         | 58     | 2      | + 10,093    | 02    | 1:28,972 (52.)   |
| 04   | Carlos Sainz Jr. | Ferrari                      | 58     | 2      | + 24,892    | 04    | 1:28,879 (50.)   |
| 05   | George Russell   | Mercedes                     | 58     | 2      | + 35,888    | 06    | 1:28,836 (48.)   |
| 06   | Lando Norris     | McLaren-Mercedes             | 58     | 2      | + 56,234    | 07    | 1:28,391 (44.)   |
| 07   | Esteban Ocon     | Alpine-Renault               | 58     | 2      | + 57,240    | 08    | 1:29,333 (45.)   |
| 08   | Lance Stroll     | Aston Martin Aramco-Mercedes | 58     | 2      | + 1:16,931  | 14    | 1:29,620 (42.)   |
| 09   | Daniel Ricciardo | McLaren-Mercedes             | 58     | 1      | + 1:23,268  | 13    | 1:30,785 (45.)   |
| 10   | Sebastian Vettel | Aston Martin Aramco-Mercedes | 58     | 1      | + 1:23,898  | 09    | 1:30,312 (35.)   |
| 11   | Yuki Tsunoda     | AlphaTauri-RBPT              | 58     | 2      | + 1:29,371  | 11    | 1:29,489 (40.)   |
| 12   | Zhou Guanyu      | Alfa Romeo-Ferrari           | 57     | 2      | + 1 Runde   | 15    | 1:29,600 (53.)   |
| 13   | Alexander Albon  | Williams-Mercedes            | 57     | 1      | + 1 Runde   | 19    | 1:29,939 (40.)   |
| 14   | Pierre Gasly     | AlphaTauri-RBPT              | 57     | 1      | + 1 Runde   | 17    | 1:31,081 (16.)   |
| 15   | Valtteri Bottas  | Alfa Romeo-Ferrari           | 57     | 1      | + 1 Runde   | 18    | 1:30,352 (47.)   |
| 16   | Mick Schumacher  | Haas-Ferrari                 | 57     | 2      | + 1 Runde   | 12    | 1:29,833 (39.)   |
| 17   | Kevin Magnussen  | Haas-Ferrari                 | 57     | 1      | + 1 Runde   | 16    | 1:31,158 (40.)   |
| 18   | Lewis Hamilton   | Mercedes                     | 55     | 1      | DNF         | 05    | 1:29,788 (42.)   |
| 19   | Nicholas Latifi  | Williams-Mercedes            | 55     | 2      | DNF         | 20    | 1:30,309 (45.)   |
| –    | Fernando Alonso  | Alpine-Renault               | 27     | 2      | DNF         | 10    | 1:30,579 (24.)   |

## WM-Stände nach dem Rennen
Die ersten zehn des Rennens bekamen 25, 18, 15, 12, 10, 8, 6, 4, 2 bzw. 1 Punkt(e). Zusätzlich gab es einen Punkt für die schnellste Rennrunde, da der Fahrer unter den ersten Zehn landete.

### Fahrerwertung
| Pos. | Fahrer           | Konstrukteur         | Punkte |
| ---- | ---------------- | -------------------- | ------ |
| 01   | Max Verstappen   | Red Bull Racing-RBPT | 454    |
| 02   | Charles Leclerc  | Ferrari              | 308    |
| 03   | Sergio Pérez     | Red Bull Racing-RBPT | 305    |
| 04   | George Russell   | Mercedes             | 275    |
| 05   | Carlos Sainz jr. | Ferrari              | 246    |
| 06   | Lewis Hamilton   | Mercedes             | 240    |
| 07   | Lando Norris     | McLaren-Mercedes     | 122    |
| 08   | Esteban Ocon     | Alpine-Renault       | 92     |
| 09   | Fernando Alonso  | Alpine-Renault       | 81     |
| 10   | Valtteri Bottas  | Alfa Romeo-Ferrari   | 49     |
| 11   | Daniel Ricciardo | McLaren-Mercedes     | 37     |

| Pos. | Fahrer           | Konstrukteur                 | Punkte |
| ---- | ---------------- | ---------------------------- | ------ |
| 12   | Sebastian Vettel | Aston Martin Aramco-Mercedes | 37     |
| 13   | Kevin Magnussen  | Haas-Ferrari                 | 25     |
| 14   | Pierre Gasly     | AlphaTauri-RBPT              | 23     |
| 15   | Lance Stroll     | Aston Martin Aramco-Mercedes | 18     |
| 16   | Mick Schumacher  | Haas-Ferrari                 | 12     |
| 17   | Yuki Tsunoda     | AlphaTauri-RBPT              | 11     |
| 18   | Zhou Guanyu      | Alfa Romeo-Ferrari           | 6      |
| 19   | Alexander Albon  | Williams-Mercedes            | 4      |
| 20   | Nicholas Latifi  | Williams-Mercedes            | 2      |
| 21   | Nyck de Vries    | Williams-Mercedes            | 2      |
| 22   | Nico Hülkenberg  | Aston Martin Aramco-Mercedes | 0      |

### Konstrukteurswertung
| Pos. | Konstrukteur         | Punkte |
| ---- | -------------------- | ------ |
| 01   | Red Bull Racing-RBPT | 759    |
| 02   | Ferrari              | 554    |
| 03   | Mercedes             | 515    |
| 04   | Alpine-Renault       | 173    |
| 05   | McLaren-Mercedes     | 159    |

| Pos. | Konstrukteur                 | Punkte |
| ---- | ---------------------------- | ------ |
| 06   | Alfa Romeo-Ferrari           | 55     |
| 07   | Aston Martin Aramco-Mercedes | 55     |
| 08   | Haas-Ferrari                 | 37     |
| 09   | AlphaTauri-RBPT              | 35     |
| 10   | Williams-Mercedes            | 8      |